# Jorge Marsiglia
Jorge Marsiglia (Sahagún, 19 de enero de 1999) es un exfutbolista Colombiano de ascendencia italiana. Jugaba de defensa y su último equipo fue el Deportivo Cali.

## Trayectoria

### Inicios
Proveniente de una escuela de fútbol de su ciudad natal Sahagún en dónde se destacó bien siempre como defensa central, es descubierto por un cazatalentos del Deportivo Cali que lo lleva a las divisiones menores del deportivo cali en el año 2016.

### Deportivo Cali
Tras dos años formándose en la cantera del Deportivo Cali y ser un defensa central destacado, es promovido al plantel profesional en el año 2018 y logrando su debut el 24 de agosto del mismo año, no tuvo suficientes oportunidades de juego en el transcurso del año por lo cual se marcha a préstamo por 1 año al club Tauro FC de Panamá equipo  con el que el deportivo Cali tiene un convenio.

### Tauro FC
Durante su préstamo es titular e indiscutible en su estadía en el club  , precisamente fue compañero del también futbolista Canterano del Deportivo Cali Humberto Acevedo que también estaba cedido en el club panameño , posteriormente salen campeones del Torneo Apertura 2019.

### Orsomarso Sportivo Clube
Al término de la cesión con el club panameño regresa al Deportivo Cali para el 2020 pero nuevamente es cedido por 1 año  al Orsomarso Sportivo Clube de la Categoría Primera b del fútbol colombiano, dicho club también se fue destacando pero no anotó goles ni generó asistencias pero si fue sumando experiencia , ya que jugó con frecuencia. No pudo ayudar a conseguir el ascenso de su equipo  y posteriormente la eliminación de la Copa Colombia.

Deportivo Cali
Jorge Marsiglia regresó al Deportivo Cali en 2021, tras finalizar su cesión, aportando una valiosa experiencia al equipo azucarero. Aunque el club no logró clasificar a los cuadrangulares semifinales del Torneo Apertura 2021, Marsiglia y el equipo tuvieron una destacada actuación en la Copa Colombia, llegando hasta las semifinales, donde fueron eliminados por Atlético Nacional en Medellín.
Su mejor rendimiento llegó en el Torneo Finalización 2021, en el que anotó varios goles importantes, destacándose en los cuadrangulares semifinales con goles contra Atlético Junior y Deportivo Pereira. Estos goles fueron clave para que el Deportivo Cali alcanzara la final del torneo, en la cual enfrentaron a Deportes Tolima, logrando coronarse campeones el 22 de diciembre de 2021, obteniendo la décima estrella para el club.
En enero de 2023, se confirmó su salida del plantel profesional del Deportivo Cali debido a problemas médicos, y posteriormente se retiró del fútbol.

## Palmarés

### Torneo Nacionales
| Título              | Equipo         | País     | Año  |
| ------------------- | -------------- | -------- | ---- |
| Torneo Apertura     | Tauro F.C.     | Panamá   | 2019 |
| Torneo Finalización | Deportivo Cali | Colombia | 2021 |